# Цистиды
Цистиды, или цистидиолы, или цистидии — стерильные элементы гимениального слоя у многих базидиальных грибов. Защищают базидии от повреждения сверху.
Цистиды крупнее базидий, вследствие чего выступают над поверхностью гимения. По своей форме весьма различны. Для некоторых родов и видов форма цистид настолько характерна, что служит хорошим определительным признаком.
Часто поверхность цистид инкрустирована включениями различных размеров, форм и зернистости, комочками или кристаллами. Обычно цистиды бесцветные, изредка желтоватые.
Настоящие цистиды развиваются либо совместно с базидиями в субгимении (гимениальные цистиды), либо в более глубоких слоях плодового тела (трамальные цистиды). Трамальные цистиды отличаются от гифид характерным, не гифоподобным строением и появляются, как правило, одновременно с базидиями. Сокопроводящие цистиды с маслянисто-смолистым содержимым называют глеоцистидами. В зависимости от толщины стенок различают тонкостенные цистиды (лептоцистиды) и цистиды с толстыми, стекловидными, часто ломкими стенками (лампроцистиды).